# Else Brag-Carleson
Else Mokli Anna Maria Brag-Carleson, född 17 juni 1903 i München, död 1999, var en svensk konstnär och barnboksförfattare.
Hon var dotter till arkitekten Carl Gustaf Albin Brag och Hilda Wahlström. Brag-Carleson studerade konst i Köpenhamn och Paris. Hon medverkade i samlingsutställningar på Liljevalchs konsthall samt i Florens och Amsterdam. Som illustratör illustrerade hon en utgåva av Bröderna Grimms sagor 1946.
Bland hennes offentliga arbeten märks en väggmålning på Tandlægerhøjskolen i Köpenhamn och på S:t Görans sjukhus i Stockholm.